# Schwarzenbach, Špital ob Dravi
Schwarzenbach je naselje v Občini Špital ob Dravi v Okraju Špital ob Dravi  na Koroškem v Avstriji.